# Escuadrón de la muerte de Perú de los años 2010
El Escuadrón de la muerte fue un grupo clandestino integrado por oficiales y suboficiales de la Policía Nacional del Perú (PNP) que estuvo involucrado en casos de ejecuciones extrajudiciales de supuestos delincuentes (entre ellos también policías) en falsos operativos con el fin de obtener condecoraciones y ascensos. El Escuadrón era liderado por el comandante PNP Raúl Prado Ravines.

## Historia
Liderado por el comandante Raúl Prado Ravines, el Escuadrón de la muerte operó entre los años 2012 y 2016, iniciando sus operaciones en Piura para luego extenderse por otras ciudades del norte peruano como Trujillo y Chiclayo hasta llegar a Lima y Chincha. El modus operandi del Escuadrón de la muerte era lograr el contacto a través de informantes con delincuentes menores para proveerles información falsa que los llevara a un lugar previamente preparado para ser emboscados y ejecutados en falsos operativos (también fueron ejecutados policías). Una vez ejecutados, se procedía a manipular el escenario del crimen para hacerlo pasar como el escenario de un enfrentamiento. El fin era obtener ascensos, felicitaciones y recompensas económicas por los operativos "exitosos".
La existencia del Escuadrón de la muerte fue revelado en el año 2015 por el coronel PNP Franco Moreno Panta, tras denunciar una serie de irregularidades en un operativo donde resultó muerto su medio hermano Israel Moreno Goyoneche, también policía. Esto motivó que en el año 2016 se iniciaran las investigaciones. Ravines fue condenado a 35 años de prisión, aunque se encuentra prófugo de la justicia. Posteriormente, fue capturado.
En 2025, el entonces ministro del Interior, Juan José Santiváñez, defendió la presencia de ese grupo en un discurso ante el Congreso de la República.